# پرونده‌های عمومی
سوابق عمومی (اسناد عمومی) اسناد یا اطلاعاتی هستند که محرمانه نظر گرفته نمی‌شوند و عموماً مربوط به ادارات و فعالیت‌های دولتی هستند.
به عنوان مثال، در کالیفرنیا، هنگامی که یک زوج درخواست مجوز ازدواج را پر می‌کنند، آنها می‌توانند با تیک زدن یک گزینه مشخص کنند که آیا ازدواج «محرمانه» است (رکورد بسته خواهد شد و پس از ثبت، برای عموم باز نمی‌شود) یا «عمومی» (به یک رکورد عمومی تبدیل می‌شود). اساساً، اگر سابقهٔ ازدواج علنی باشد، می‌توان نسخه‌ای از سوابق را از شهرستانی که در آن ازدواج اتفاق افتاده سفارش داد.

## تاریخ
از زمان تشکیل نخستین جوامع سازمان یافته که دارای مالیات، دعاوی و مانند آن بوده‌اند، سوابق مورد نیاز قرار گرفته‌اند. در بابل باستان، پرونده‌ها به خط میخی نوشته و بر روی لوح‌های سفالی نگه‌داری می‌شدند. در امپراتوری اینکا از آمریکای جنوبی، که فاقد سیستم نوشتاری بود، سوابق از طریق شکلی دقیق از گره‌ها در کیپو، نگهداری می‌شدند.
در اروپای غربی در اواخر قرون وسطی سوابق عمومی شامل سوابق سرشماری و همچنین سوابق تولد، مرگ و ازدواج بودند. نمونه اینها کتاب روز رستاختیر (۱۰۸۶) اثر ویلیام یکم است. جزئیات توافق‌نامه‌های ازدواج سلطنتی، که در واقع معاهده بودند، نیز ثبت می‌شد. قانون دفتر سوابق عمومی پادشاهی متحده که با ایجاد دفتر اسناد عمومی به نگه داری اسناد رسمیت بخشید، در سال ۱۸۳۸ به تصویب رسید.

## پرونده‌های عمومی
- سوابق دادرسی دادگاه
- سوابق ازدواج
- عکس زندانی

## دسترسی به پرونده‌های عمومی
اگرچه سوابق عمومی سوابق تجارت عمومی است، اما لزوماً بدون محدودیت در دسترس نیستند، اگرچه قانون آزادی اطلاعات (FOI) که از دهه ۱۹۶۰ به تدریج در بسیاری از حوزه‌های قضایی معرفی شده‌است، دسترسی را آسان‌تر کرده‌است. هر دولت سیاست‌ها و آیین‌نامه‌هایی دارد که بر دسترسی به اطلاعات موجود در سوابق عمومی حاکم است. یک محدودیت رایج این است که داده‌ها دربارهٔ یک شخص به‌طور معمول در دسترس دیگران قرار نمی‌گیرد. به عنوان مثال، قانون سوابق عمومی کالیفرنیا (PRA) می‌گوید «به استثنای برخی موارد استثنایی صریح، اطلاعات شخصی که دربارهٔ یک شخص نگهداری می‌شود، بدون رضایت شخص فاش نمی‌شود».